# Principe di Venezia
Il titolo di principe di Venezia è un titolo del napoleonico Regno d'Italia, esistito dal 1805 al 1814.

## Storia
Nel 1805 Napoleone, come re d'Italia, nominò Eugenio di Beauharnais viceré del neocostituito Regno d'Italia. Bonaparte voleva che alla guida dello stato satellite vi fosse un uomo a lui assolutamente fedele e che non avesse obiettivi politici propri. Eugenio di Beauharnais era dunque, per lui, il candidato ideale.
Il senato, riunito a Palazzo Borromeo a Milano, stabilì che al de Beauharnais spettasse, in qualità di principe ereditario, il titolo di principe di Venezia ed il trattamento di Altezza Serenissima. Il titolo derivò dal fatto che Venezia era considerata, dopo la capitale Milano, la seconda città del regno. Con la dissoluzione del Regno d'Italia nel 1814, il titolo venne abbandonato.

## Controversia
Il titolo di principe di Venezia, benché non sia mai appartenuto a Casa Savoia, viene oggi utilizzato da Emanuele Filiberto, figlio di Vittorio Emanuele. Non si conosce l'esistenza di alcun documento scritto e firmato dal re Umberto II relativo alla concessione di questo titolo, ma Emanuele Filiberto sostiene che il titolo gli sia stato conferito dal re oralmente (cosa impossibile, visto che nessun titolo può essere concesso oralmente senza un documento scritto).
Nell'elenco integrale delle concessioni nobiliari fatte da Umberto II, il titolo non risulta  mai conferito, pur essendo presente sull'Almanacco di Gotha nella seconda serie del volume I (anni 1998, 1999, 2000, 2003 e 2004). L'Almanacco di Gotha, tuttavia, in diversi casi è stato al centro di polemiche a causa dell'attribuzione di titoli dinastici o nobiliari a persone che, a detta degli esperti, non ne avevano il diritto.
L'Annuario della nobiltà italiana, alla voce "Real Casa di Savoia" (edizione XXXII e precedenti), non indica in capo a Emanuele Filiberto alcun titolo nobiliare o dinastico, limitandosi a ricordare il titolo di principe di Venezia nei cenni storici di altre famiglie.
Nonostante ciò Emanuele Filiberto è conosciuto, specialmente sui rotocalchi, con il nome d'arte di principe di Piemonte e di Venezia.